# 더티 러브
《더티 러브》(Dirty Love)는 미국에서 제작된 존 애셔 감독의 2005년 코미디, 멜로/로맨스 영화이다. 제니 맥카시 등이 주연으로 출연하였고 존 애셔 등이 제작에 참여하였다. 영화 촬영 후 제니 맥캐시와 애셔 감독은 결혼했으나, 영화가 개봉한지 1달만에 이혼하였다. 이 영화는 박스오피스 봄으로 간주된다.

## 출연

### 주연
- 제니 맥카시
- 카르멘 일렉트라

### 조연
- 에디 케이 토마스
- 캠 헤스킨
- 빅터 웹스터
- 로슬린 먼로
- 케이시 그리핀
- 제시카 콜린스
- 데이비드 오도넬

## 기타
- 공동제작: 마뉴엘 플로리스
- 협력프로듀서: 앨런 처드노
- 미술: 프랭크 볼링거
- 의상: 폴라 엘린스
- 배역: 마리 베뉴